# Dicta Boelcke

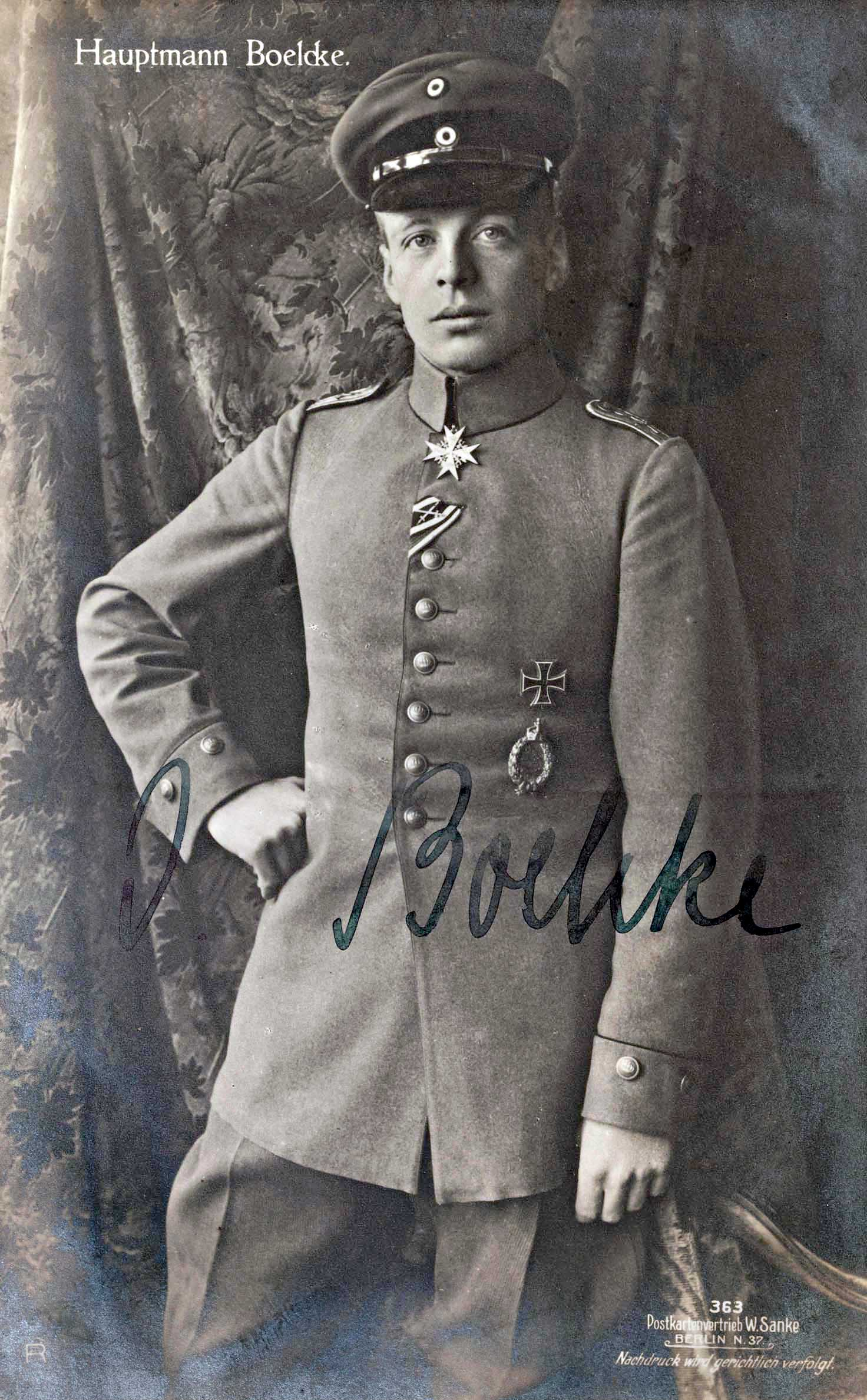
Гауптман Бёльке

Изречение Бёльке (высказывание, афоризмы Бёльке) — Dicta Boelcke — список основных тактических приёмов воздушного боя, сформулированный первым выдающимся асом Германии, времён Первой мировой войны германским пилотом О. Бёльке.
Многие лётчики-истребители считают, что эти принципы не потеряли актуальности и в наше время.

## История
Освальд Бельке был одним из первых немецких пилотов добившихся значительных успехов в воздушных боях. С середины мая 1915 года он начал летать на одном из истребителей, оснащенных синхронизированным пулемётом. Сбивая французские и британские самолеты, он стал одним из первых немецких асов-истребителей. Часто летая с Максом Иммельманом, Бельке приобрел опыт в новой области воздушного боя, поскольку обнаружил полезность наличия ведомого, увеличения числа истребителей для увеличения боевой мощи и полетов рассредоточенными строями, дающих отдельным пилотам тактическую свободу действий. Основываясь на своем успешном боевом опыте, он использовал свою лётную подготовку и свои аналитические способности для разработки тактики использования авиации в бою. 
Бёльке пытался заинтересовать Иммельмана в разработке тактической доктрины для истребителей, но безуспешно. В середине 1916 года Бельке систематизировал свою тактику в Диктаторе Бельке, которое стал первым в мире тактическим руководством для военно-воздушных сил.

## Список приёмов Бёльке
1. Старайтесь заходить на атаку сверху. По возможности солнце нужно держать у себя за спиной.
2. Начав атаку, не прекращайте её.
3. Стреляйте только с короткого расстояния, когда противник уже пойман в прицел.
4. Не теряйте противника из поля зрения и не поддавайтесь на уловки.
5. Какую бы атаку вы ни предпринимали — заходите на противника сзади.
6. Если вас атакуют сверху — не пытайтесь увернуться, а идите в лобовую атаку.
7. В полёте над вражеской территорией не забывайте, в какую сторону отходить.
8. Эскадрильям: лучше всего атаковать группами по четыре или шесть самолётов. Если группа распадается, старайтесь избегать ситуаций, когда несколько человек летят за одним самолётом.